# Штутгартська вища школа масового інформування
Вища школа масового інформування (нім. Hochschule der Medien) — вищий навчальний заклад, заснований 1 вересня 2001 року в німецькому місті Штуттґарт.

## Основні відомості про виш
Особлива увага в навчальному процесі, якість якого постійно контролюється, приділяється вмінню працювати в команді й розвитку концептуального мислення. Навчання проходить в устаткованих мультимедійним обладнанням аудиторіях, творчих майстернях або студіях. Практичні проекти, що реалізуються в лабораторіях університету або спільно з компаніями-партнерами, доповнюють теоретичні знання студентів. Вища школа розташована біля Штуттґартського університету.

## Факультети
Наразі існують три факультети:
- факультет друку та ЗМІ,
- факультет електронних засобів передавання інформації,
- факультет інформації та комунікації.